# Euceroplatus fasciatus
Euceroplatus fasciatus är en tvåvingeart som först beskrevs av Garrett 1925.  Euceroplatus fasciatus ingår i släktet Euceroplatus och familjen platthornsmyggor. Inga underarter finns listade i Catalogue of Life.